# Cittadella dello sport
La Cittadella dello Sport, nota anche come Città dello Sport, è un centro sportivo di Ferentino (FR) di proprietà comunale, dato in gestione alla società Together Infrastrutture S.r.l..
La struttura ospita gli allenamenti della prima squadra maschile (dal 2016), gli incontri e gli allenamenti della prima squadra femminile, e gran parte delle attività del settore giovanile sia maschile sia femminile della società calcistica italiana Frosinone Calcio, oltre agli incontri del Ferentino Calcio.
Il centro d'allenamento si trova in via Bagni Roana 1, su un terreno che comprende il sito del precedente stadio comunale del Ferentino Calcio, a cui è stata annessa un'area con ulteriori campi di allenamento. Le opere di ristrutturazione del complesso sono state realizzate tra il 2015 e il 2016 su iniziativa del Frosinone Calcio, che ha ricevuto dal comune il diritto di usufrutto dell'impianto.
Esso funge da unico centro di allenamento del club sul modello degli impianti per i top team come Trigoria e Formello, avendo preso il posto dello stadio Casaleno che da opera incompiuta veniva precedentemente utilizzato allo scopo.

## Storia
Già nel 2013 la società giallazzurra aveva in progetto la realizzazione del centro Frusinello a Frosinone in una zona vicina all'attuale stadio Benito Stirpe, poi non avvenuta.
Nel giugno 2014 la società Ciuffarella presentò un project financing da 17 milioni di euro che prevedeva presso l'ex Comunale di Ferentino un impianto coperto da 4.500 posti a sedere ad uso esclusivo del settore giovanile del Frosinone e del Ferentino Calcio ed utilizzabile per concerti e grandi manifestazioni, un centro commerciale da 5.000 m², servizi, ristoranti, centri benessere, foresterie.
Ma solo nel maggio 2015, con la storica promozione del Frosinone in Serie A, la questione delle infrastrutture venne portata all'attenzione generale: il vecchio stadio Matusa (con una capienza al di sotto del minimo consentito per la massima serie, ovvero 16 000 posti) sarebbe stato sostituito dal Casaleno (futuro stadio Benito Stirpe), opera incompiuta di cui si iniziò la ristrutturazione. Ciò avrebbe privato la società del campo di allenamento, che fino a quel momento era proprio il Casaleno.

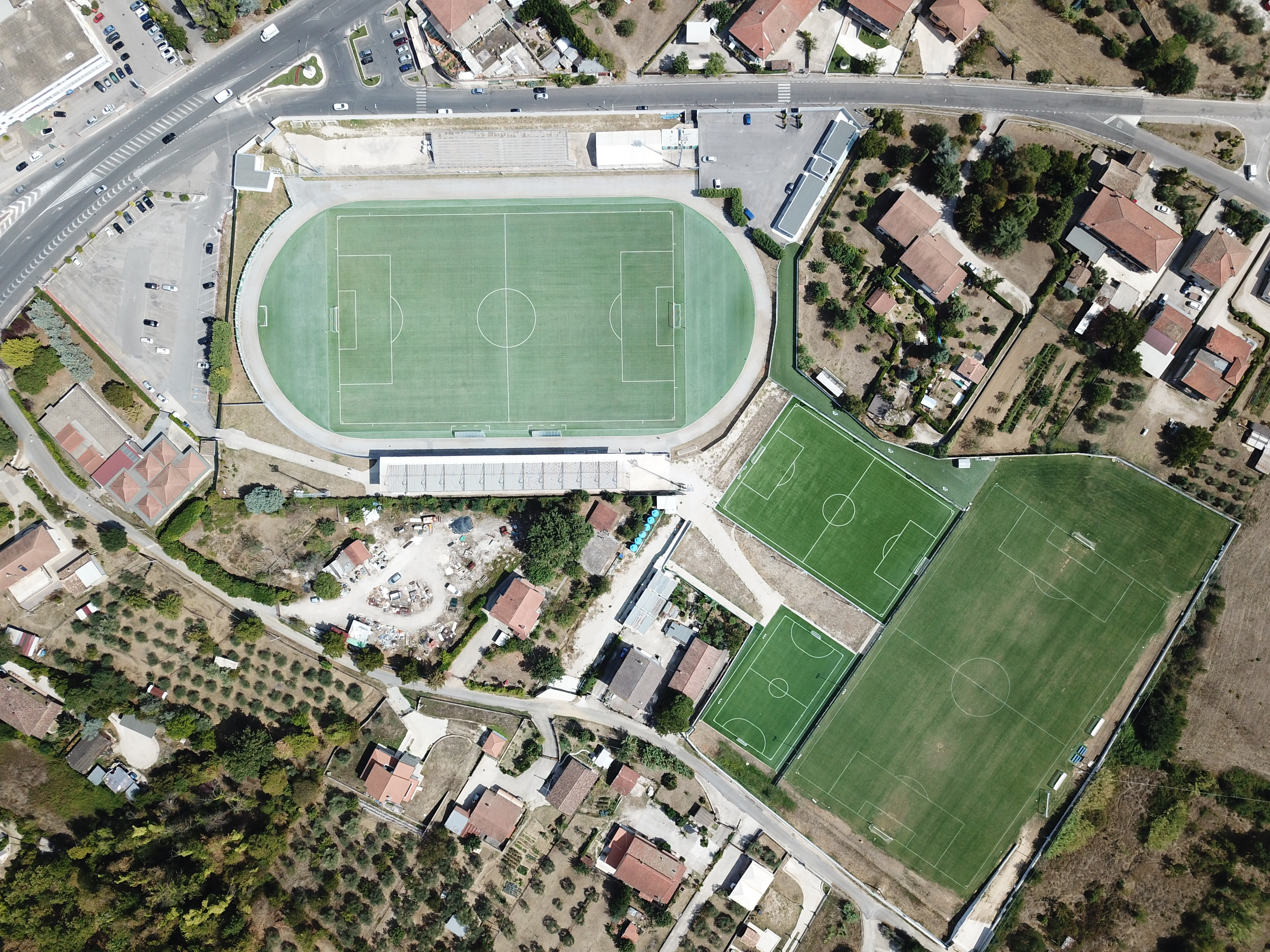
Vista dall'alto della Cittadella dello Sport

All'indomani della matematica promozione nella serie maggiore, la società giallazzurra avviò quindi una trattativa con il Comune di Ferentino per la ristrutturazione dello stadio comunale e la gestione del futuro centro sportivo di Ferentino.
Il 15 giugno 2015 il consiglio comunale di Ferentino approvò all'unanimità il progetto per il nuovo centro sportivo e la concessione al Frosinone Calcio della ristrutturazione e gestione della struttura. Nello specifico, il progetto approvato comprendeva il rifacimento in erba sintetica dell'ex stadio comunale, la realizzazione di un campo di calcio ad 5 e di uno di calcio a 8, oltre alla realizzazione di un secondo campo ad 11 dedicato specificatamente agli allenamenti del Frosinone Calcio. A ciò si aggiungevano interventi sugli spogliatoi, sulla tribuna, sulla ex biglietteria (da riconvertire a sala stampa) e sulla recinzione.
Già entro dieci giorni poterono iniziare i lavori che nel giro di 2 mesi misero la prima squadra giallazzurra in condizione di allenarsi già dal settembre successivo all'inizio della cantierizzazione del sito.

## Inaugurazione
(Dal messaggio di Andrea Abodi, allora presidente della Lega Serie B, in occasione dell'inaugurazione del 20 gennaio 2016)

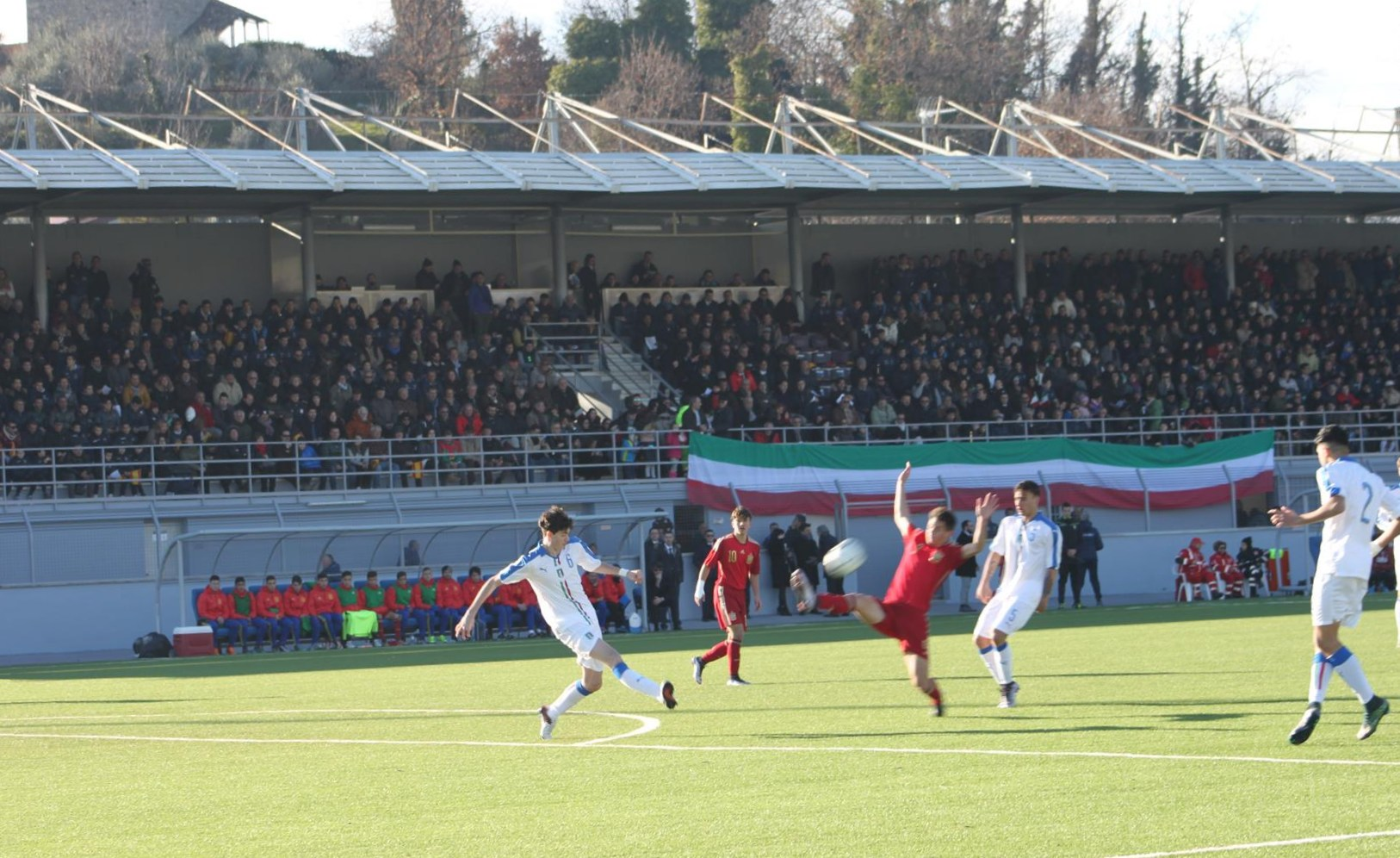
Italia - Spagna 1-1

Il centro di allenamento è stato inaugurato il 20 gennaio 2016 alla presenza tra gli altri dell'allora presidente della FIGC Carlo Tavecchio, del Vice Presidente dell’UEFA Giancarlo Abete, del Direttore Generale della Figc Michele Uva, del Presidente della Lega di Serie B Andrea Abodi, del presidente della Lega Pro Gabriele Gravina, del Presidente del Frosinone Calcio Maurizio Stirpe.
Per l'occasione è stato disputato un match amichevole fra la Nazionale Italiana Under 17 ed i pari età della Spagna terminato sull'1-1, nel quale all'iniziale vantaggio iberico di Oriol Busquets (38') ha risposto Moise Kean (65'), dopo alcuni tentativi di Andrea Pinamonti (anni dopo in forza proprio al Frosinone in Serie A) e una traversa dello stesso Kean.

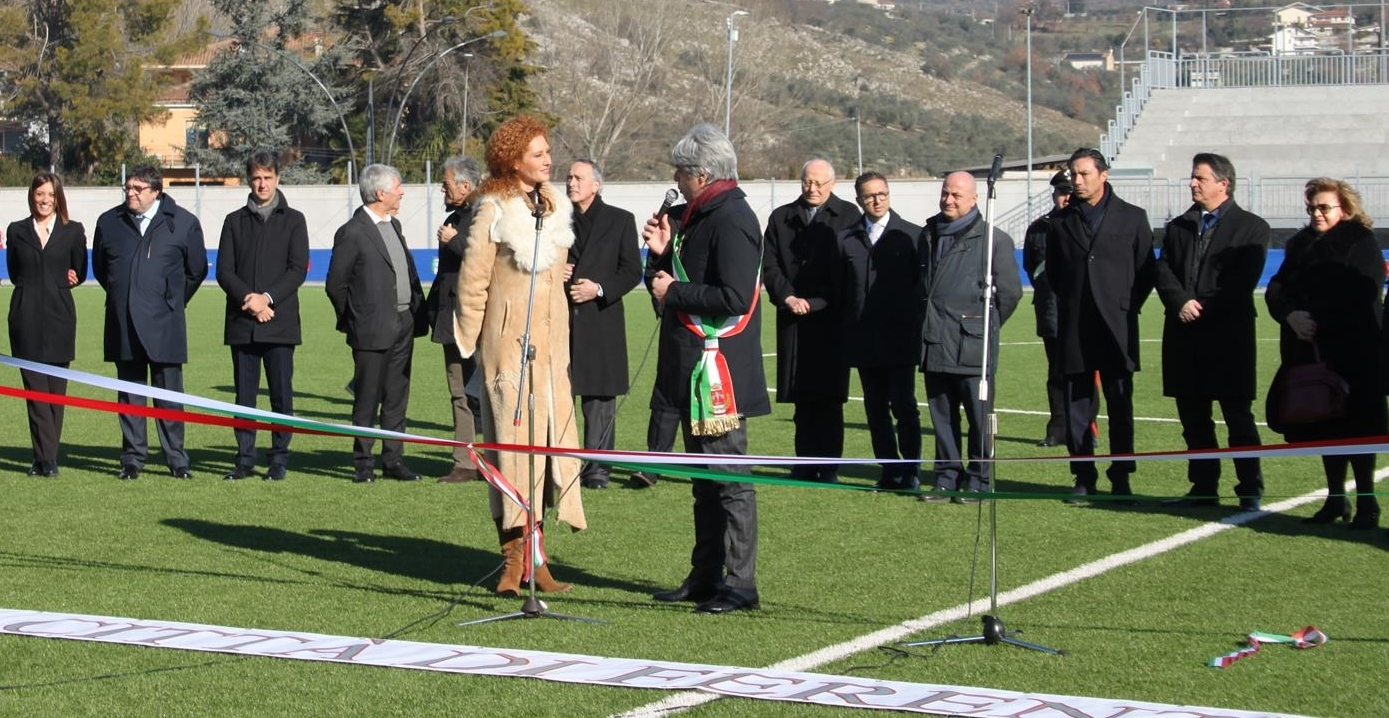
L'inaugurazione

La prima gara ufficiale ospitata nella struttura di Ferentino è stata giocata domenica 24 gennaio 2016 dalle squadre della categoria giovanissimi regionali Ferentino Calcio e Borghesiana ed è terminata 1-2. Domenica 6 marzo 2016 nel nuovo impianto si è disputata la prima gara ufficiale giocata dalle giovanili del Frosinone Calcio, valevole per il Campionato Nazionale Under 17 Serie A e B, che ha visto il Frosinone affrontare il Perugia battendolo con il punteggio di tre reti a zero.

## Ubicazione

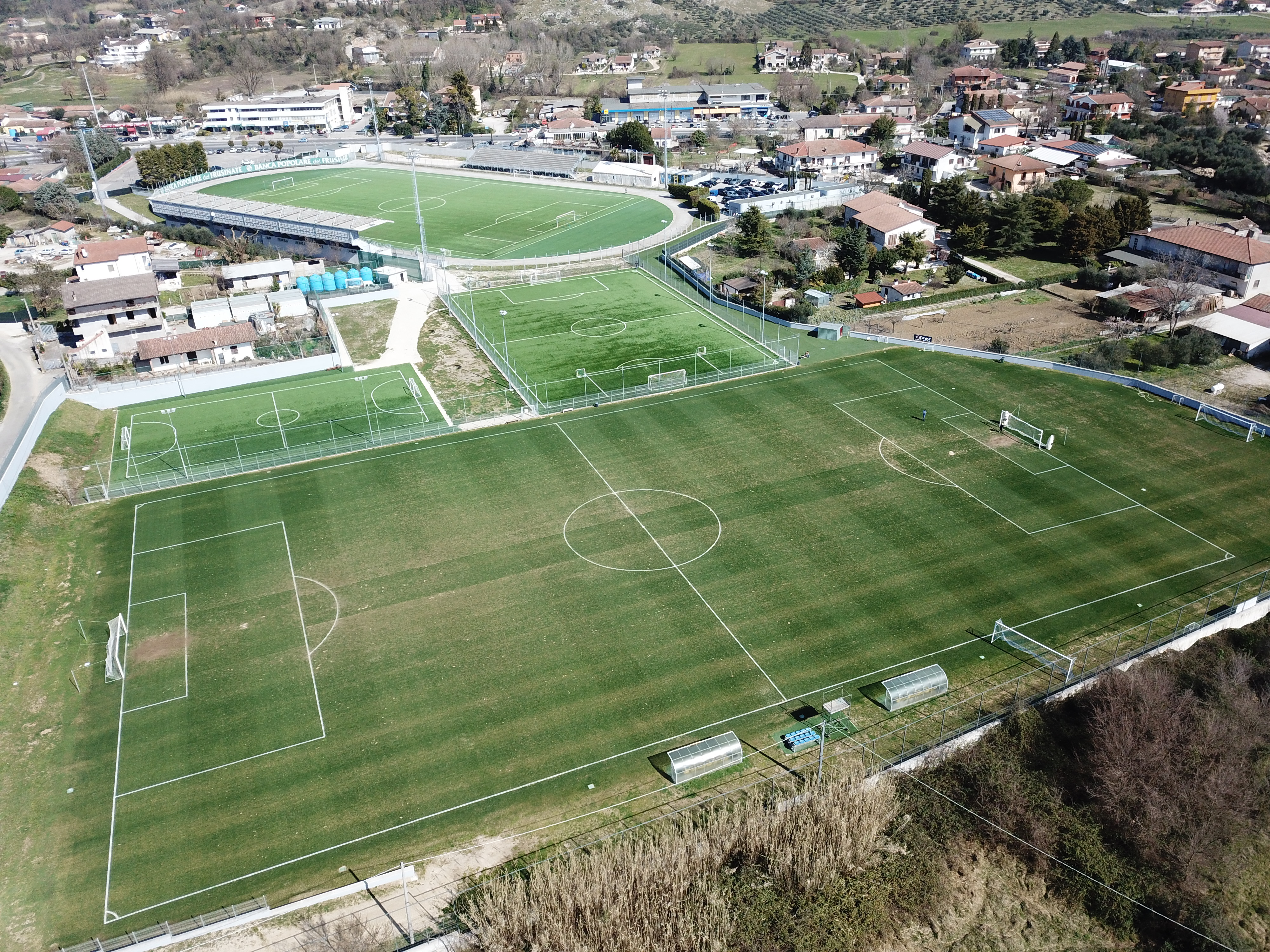
Vista dall'alto

La struttura sorge nei pressi della via Casilina in una zona vicina al centro storico di Ferentino, da cui dista circa due chilometri. 
La locale stazione dei treni è a 5 chilometri, mentre lo svincolo autostradale e lo Stadio Benito Stirpe (dove gioca il Frosinone Calcio) si trovano nel raggio di otto chilometri. 
I campi sportivi sono adiacenti al Centro Congressi Bassetto e relativo complesso ricettivo, utilizzati dalla società di calcio frusinate sin dai primi anni di Serie B, per ritiri pre-partita pre-stagionali e invernali, meeting e incontri con la stampa e per l'hospitality rivolta alle squadre avversarie.

## Struttura
Il centro comprende un campo da calcio a 11 sintetico con una tribuna coperta ed una scoperta per un totale di 2100 posti, dove giocano e si allenano le varie squadre del settore giovanile giallazzurro, un campo di calcio a 11 in erba naturale per gli allenamenti della prima squadra, un campo da calcio a 8 in sintetico, uno da calcio a 5 in sintetico, palestra e spogliatoi.
Di seguito vengono elencate le caratteristiche tecniche salienti dell'impianto (i settori sono evidenziati nel medesimo colore della mappa proposta a latere)

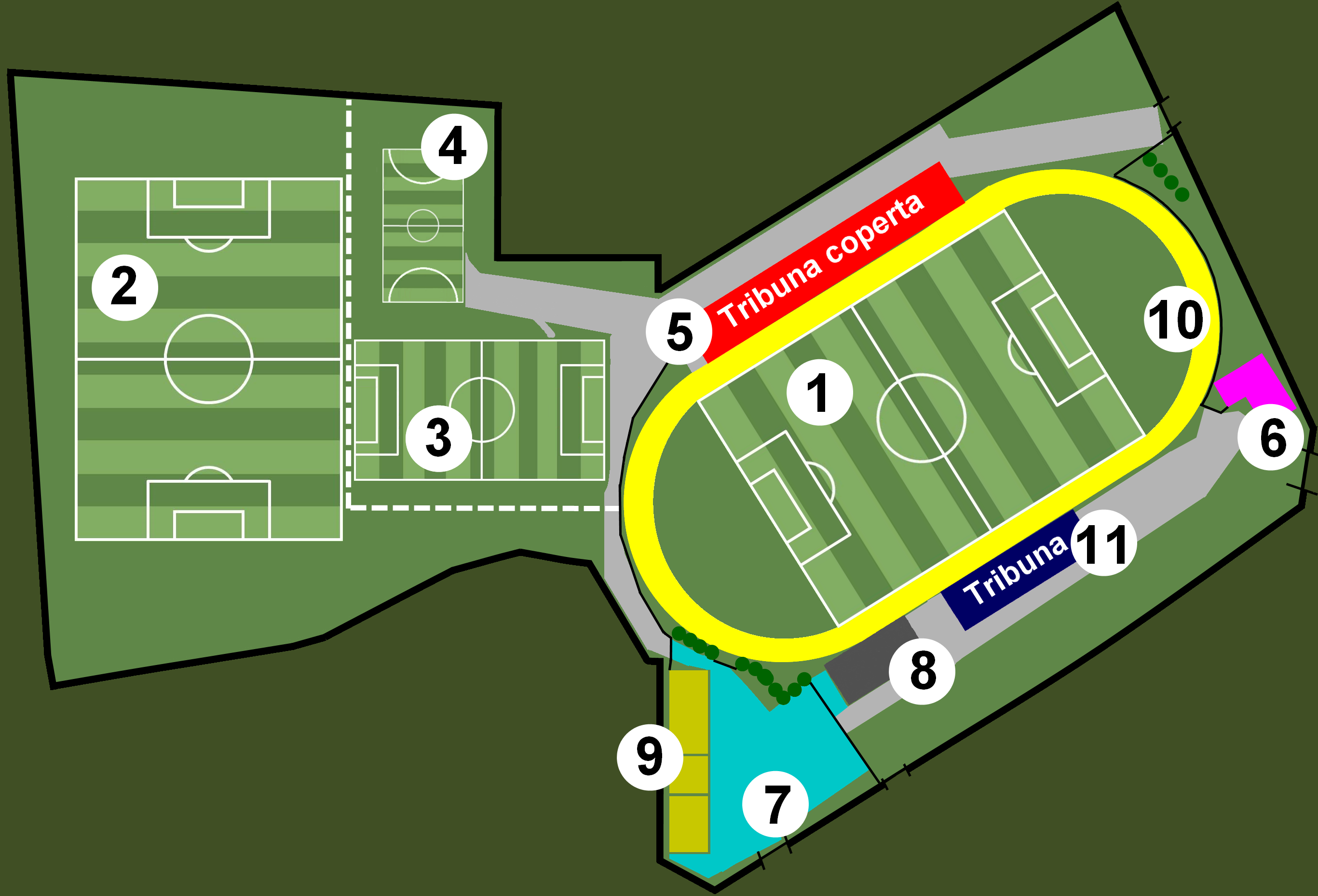
Pianta essenziale del centro di allenamento

1. Campo di calcio a 11 in erba sintetica 110x65 m
2. Campo di calcio a 11 in erba naturale 105x65 m
3. Campo di calcio a 8 in erba sintetica
4. Campo di calcio a 5 in erba sintetica
5. Tribuna coperta con magazzini e spogliatoi
6. Sala stampa[17][54][55]
7. Parcheggio per i giocatori
8. Sala palestra
9. Spogliatoi e sala medica
10. Pista d'atletica
11. Tribuna scoperta

La struttura è suddivisa in due aree, in modo da dedicare ad uso esclusivo del Frosinone Calcio il campo in erba a 11, gli spogliatoi, la sala medica e il parcheggio riservati ai giocatori (rispettivamente indicati nello schema con i numeri 2, 9 e 7). Una recinzione (linea bianca tratteggiata in figura) separa l'area aperta anche al pubblico da quella riservata alla società giallazzurra.

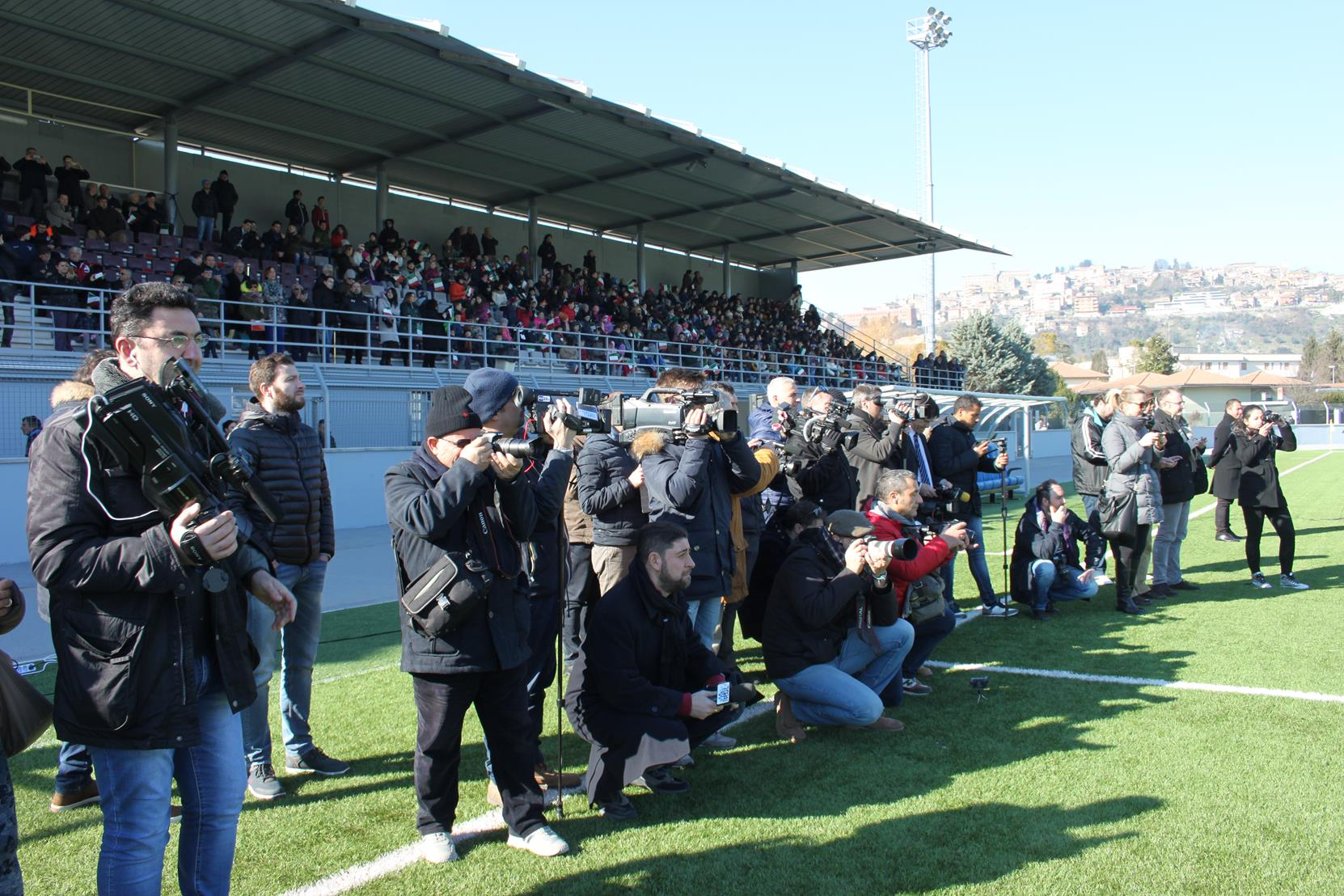
La tribuna coperta del campo a 11 in sintetico

Il campo a 11 in sintetico è regolarmente utilizzato dalle squadre giovanili del Frosinone Calcio che militano nelle categorie Primavera. Under 17 serie A e B, Under 16 serie A e B, Under 15 serie A e B, Under 14 e Under 13 (Giovanissimi regionali Elite e Giovanissimi regionali) nonché dal Ferentino Calcio del patron Ciuffarella, già concessionario dei lavori di ristrutturazione del Benito Stirpe. Tale terreno di gioco è anche a disposizione degli allenamenti del Frosinone aperti al pubblico.
Ai lati del campo vi sono due tribune, di cui una scoperta e una con circa 1000 posti coperti. Quest'ultima è provvista di un sottotribuna con magazzini e spogliatoi per le squadre che utilizzano regolarmente la struttura in erba sintetica. L'ex stadio comunale, come anche gli altri due campi in sintetico, sono utilizzati per tornei ed iniziative rivolti ai giovani.
La pista di atletica che circonda il rettangolo di gioco è anche utilizzabile dal pubblico con orari opportunamente regolamentati, mentre alle spalle del campo in sintetico vi è un'area riservata esclusivamente agli allenamenti del Frosinone Calcio.
Vicino alla tribuna scoperta c'è una tensostruttura attrezzata con una sala palestra (nel disegno è indicata con il numero 8).
L'illuminazione notturna del campo a 11 in erba sintetica è assicurata da quattro cluster da 6 riflettori ciascuno alloggiati su altrettanti tralicci posti esternamente alla pista da atletica, in corrispondenza degli angoli del rettangolo di gioco.
Nella zona accessibile al pubblico si trova infine l'edificio (indicato con il numero 6 nella piantina) che ospitava i locali della ex biglietteria, il quale è stato riconvertito a sala stampa ed è regolarmente utilizzato dalla società giallazzurra.

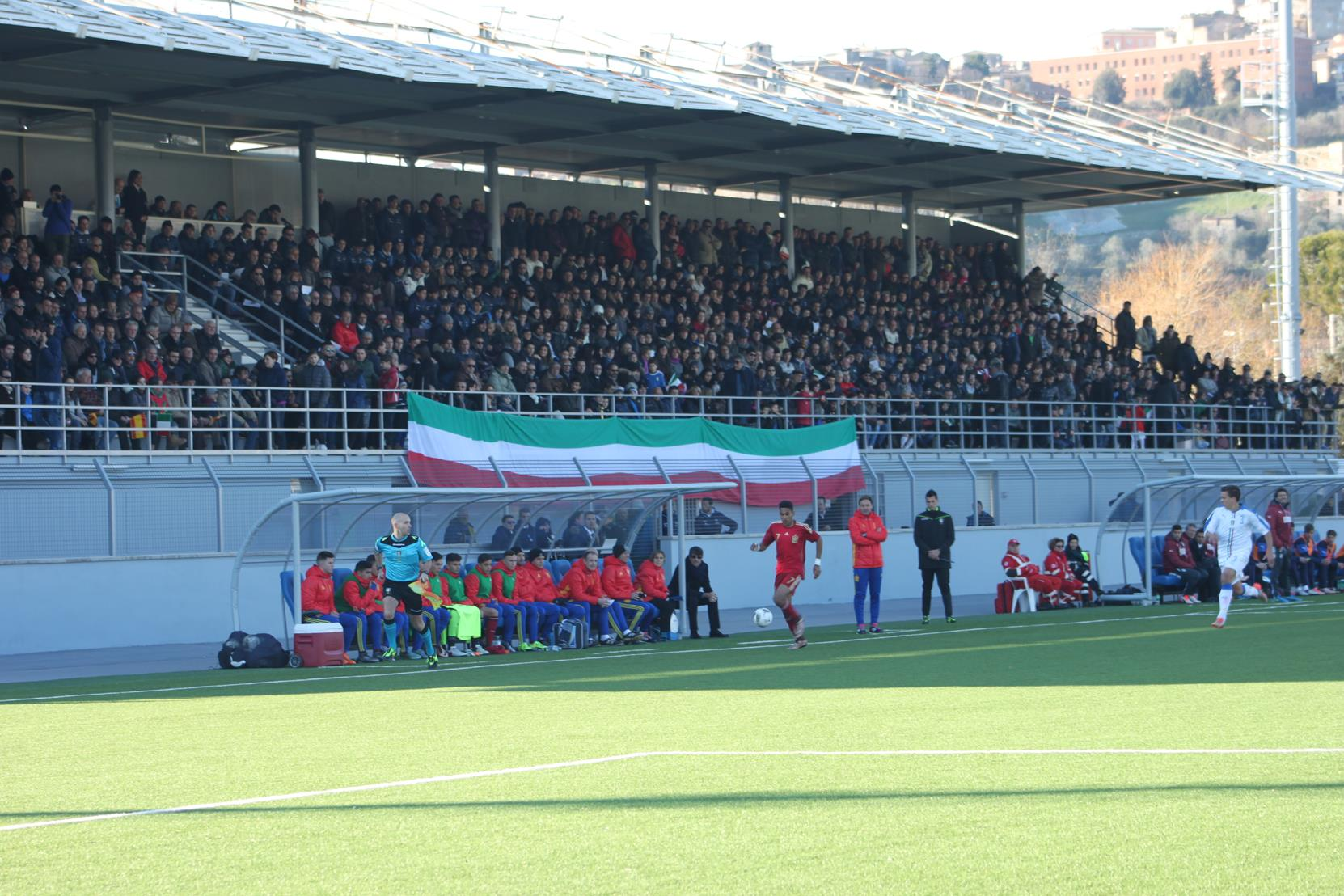
La tribuna coperta
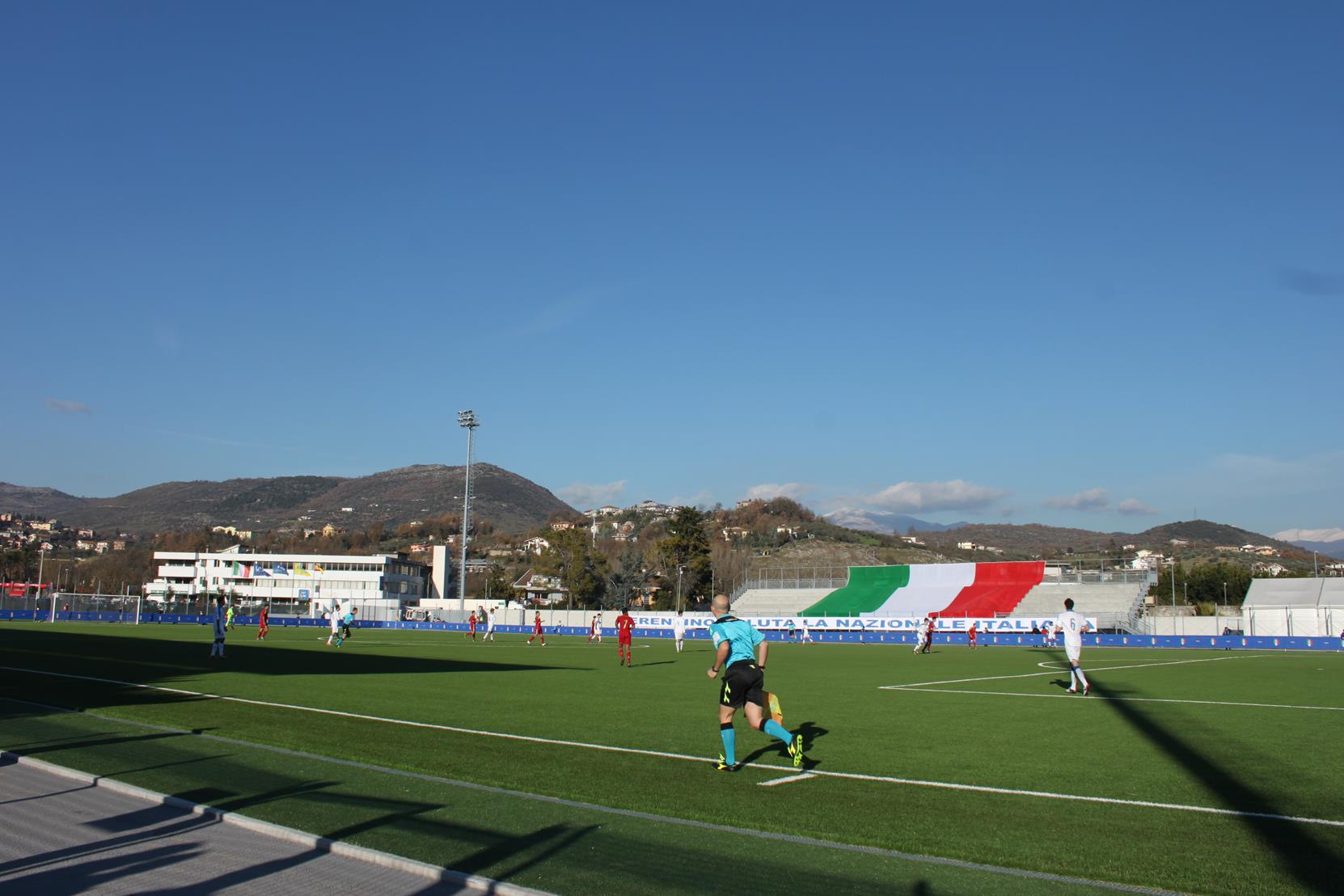
La tribuna scoperta
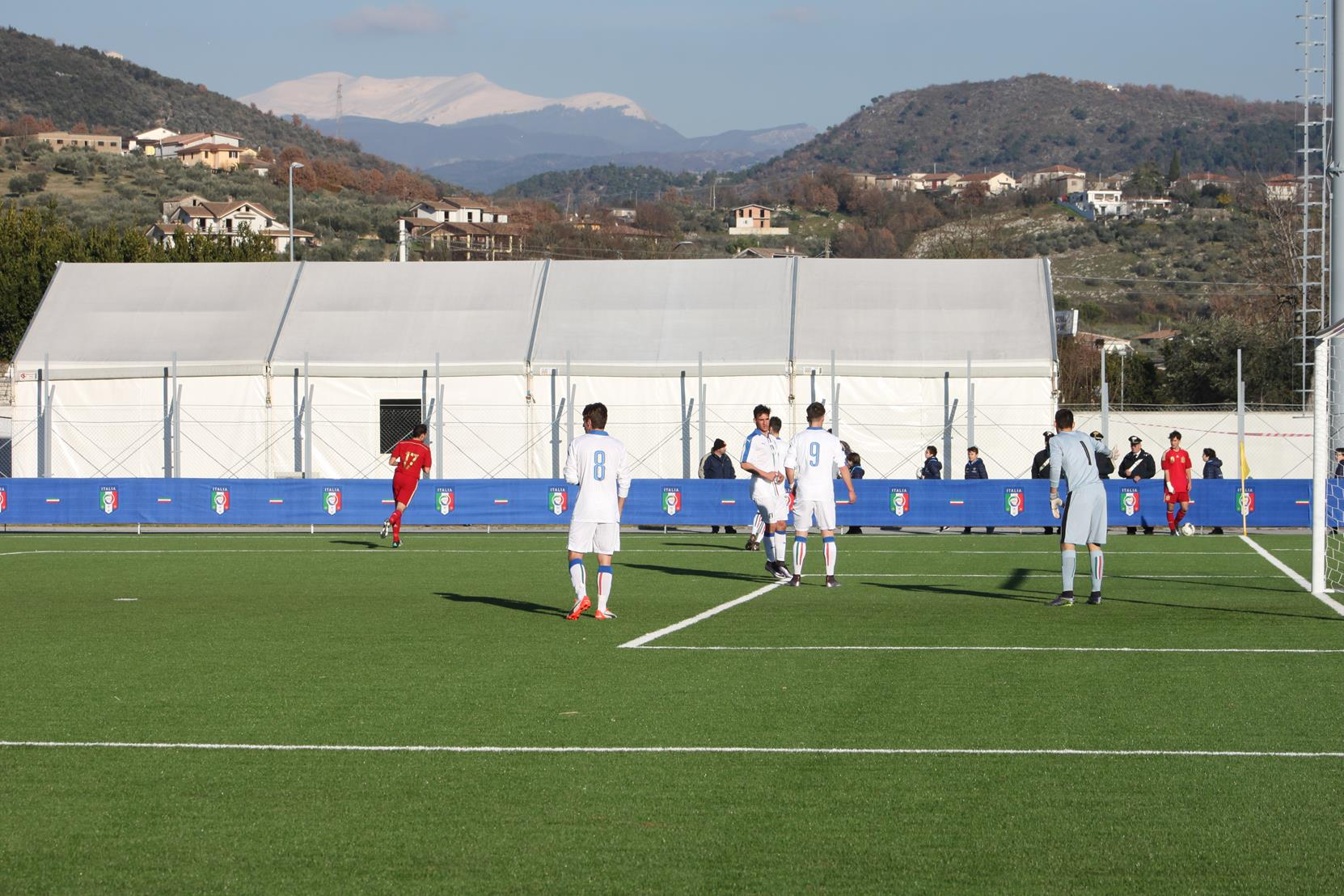
Tensostruttura con sala palestra
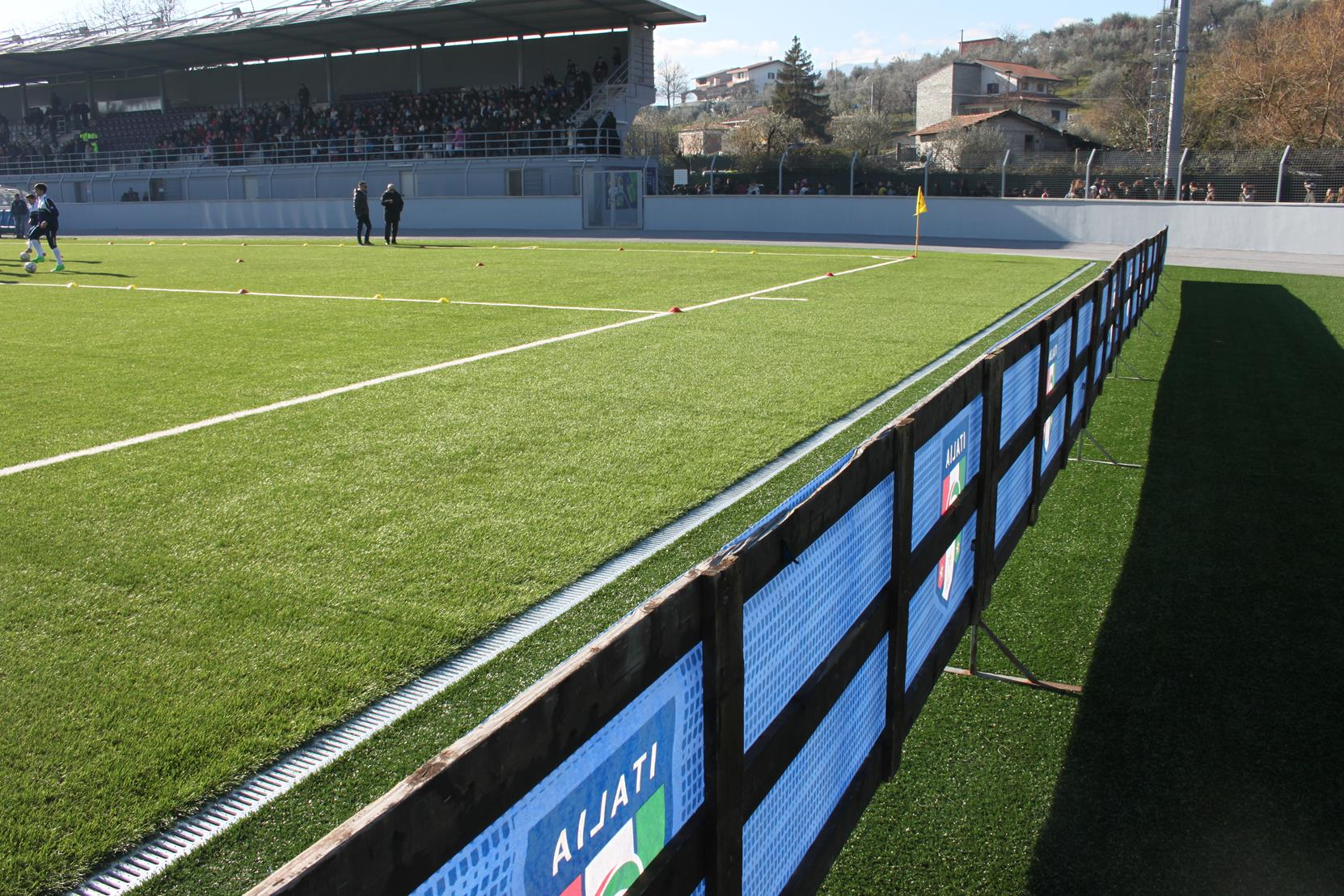
Superficie sintetica del campo a 11
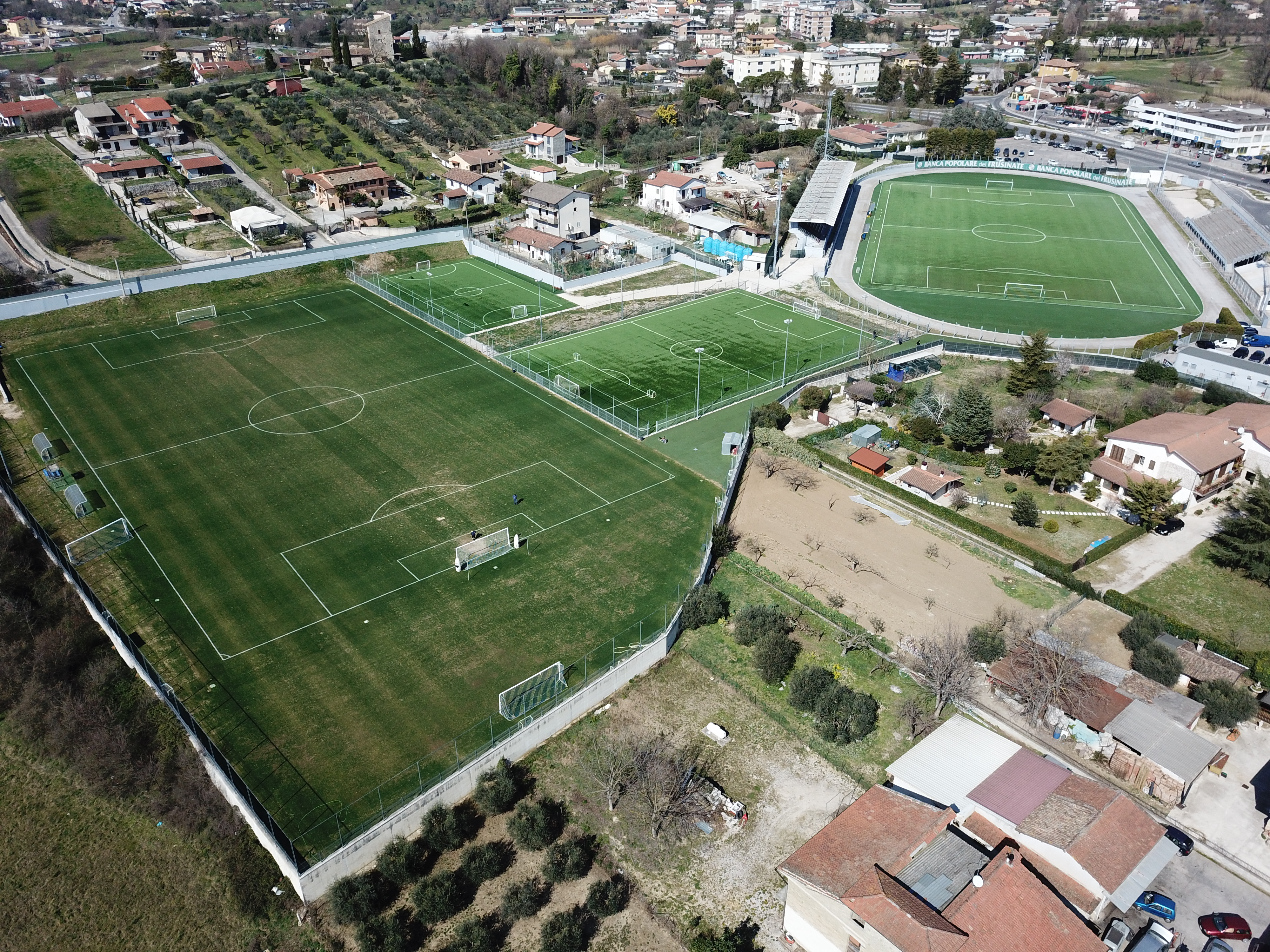
Panoramica

## Futuro
Come più volte dichiarato dal presidente Maurizio Stirpe, il Frosinone Calcio ha intenzione di allestire un ulteriore campo da gioco in erba e realizzare gli uffici della società, oltre a palestre, una foresteria e un ristorante.
L'intenzione della società giallazzurra è di trasferire la sede sociale alla Cittadella dello Sport in modo da avere sede, prima squadra e settore giovanile all'interno di un'unica struttura. Per completare quanto ancora da realizzare, il costo è stimato in un milione di euro.

## Utilizzo
La Cittadella dello sport ospita gli allenamenti della prima squadra maschile, della prima squadra femminile e di gran parte del settore giovanile sia maschile sia femminile del Frosinone Calcio.
Nel centro sportivo disputano anche gli incontri casalinghi ufficiali alcune formazioni giovanili maschili, la prima squadra femminile e alcune formazioni giovanili femminili del club gialloblu, oltre alla squadra locale del Ferentino Calcio.

## Trasporti
L'impianto si trova nelle vicinanze della locale stazione ferroviaria e del casello autostradale di Ferentino sull'A1, appena al di fuori dalla zona centrale della città, ed è raggiungibile con vari mezzi di trasporto:
- in automobile, dall'A1 nel tratto Roma-Napoli, uscendo al casello di Ferentino e proseguendo per la Via Stazione in direzione nord, per poi percorrere verso est un breve tratto di via Casilina oppure via Forma Coperta in direzione nord;
- in treno, scendendo alla Stazione di Ferentino-Supino, servita dalla ferrovia Roma-Cassino-Napoli, distante circa 5 km dallo stadio, e percorrendo la stessa strada in direzione nord che proviene dal casello autostradale;
- con gli autobus extraurbani gestiti da COTRAL, che operano collegamenti quotidiani da e per Roma e altre località della provincia frusinate e del Lazio;
- con gli autobus urbani del trasporto pubblico locale gestito dalla ditta Cialone (linea 2, linea 3, linea 7 o linea 8) tra le quali la linee 3 e 8 operano il collegamento con la stazione ferroviaria;[73][74]
- in taxi dalla già citata stazione ferroviaria.